# Агбо, Франсис
Франсис Агбо (фр. Francis Agbo; 15 января 1958, Аджоун, Французская Дагомея — 9 ноября 2023, XV округ Парижа, Франция) — французский легкоатлет, выступавший в прыжках в высоту. Участник летних Олимпийских игр 1980 года.

## Биография
Франсис Агбо родился 15 января 1958 года в городе Аджоун во Французской Дагомее (сейчас Бенин).
До 1975 года выступал в легкоатлетических соревнованиях за «Омниспорт» из Питивье, с 1976 года — за парижский «Расинг».
В 1979 году стал чемпионом Франции в прыжках в высоту как на стадионе, так и в помещении.
В 1980 году вошёл в состав сборной Франции на летних Олимпийских играх в Москве. В прыжках в высоту занял 17-е место в квалификации, показав результат 2,18 метра — на 3 сантиметра меньше норматива, дававшего право выступать в финале.
Дважды участвовал в чемпионатах мира в помещении: в 1979 году в Вене занял 16-е место (2,10), в 1982 году в Милане поделил 11-14-е места (2,19). 

## Личный рекорд
- Прыжки в высоту — 2,25 (21 июня 1980, Тонон-ле-Бен)[6]